# Astyochia cissa
Astyochia cissa är en fjärilsart som beskrevs av Druce 1893. Astyochia cissa ingår i släktet Astyochia och familjen mätare. Inga underarter finns listade i Catalogue of Life.